# Joseph L. Goldstein
Joseph Leonard Goldstein (* 18. dubna 1940) je americký genetik, vysokoškolský pedagog a lékař. Spolu s Michaelem S. Brownem obdržel roku 1985 Nobelovu cenu za fyziologii a lékařství za objevy týkající se regulace metabolismu cholesterolu.
Joseph L. Goldstein vystudoval medicínu na Texaské univerzitě a na svých objevech týkajících se cholesterolu pracoval spolu s Michaelem S. Brownem na téže instituci.